# Thaumetopoea pityocampa
Thaumetopoea pityocampa är en fjärilsart som beskrevs av Ignaz Schiffermüller 1776. Thaumetopoea pityocampa ingår i släktet Thaumetopoea och familjen tandspinnare. Inga underarter finns listade i Catalogue of Life.

## Bildgalleri

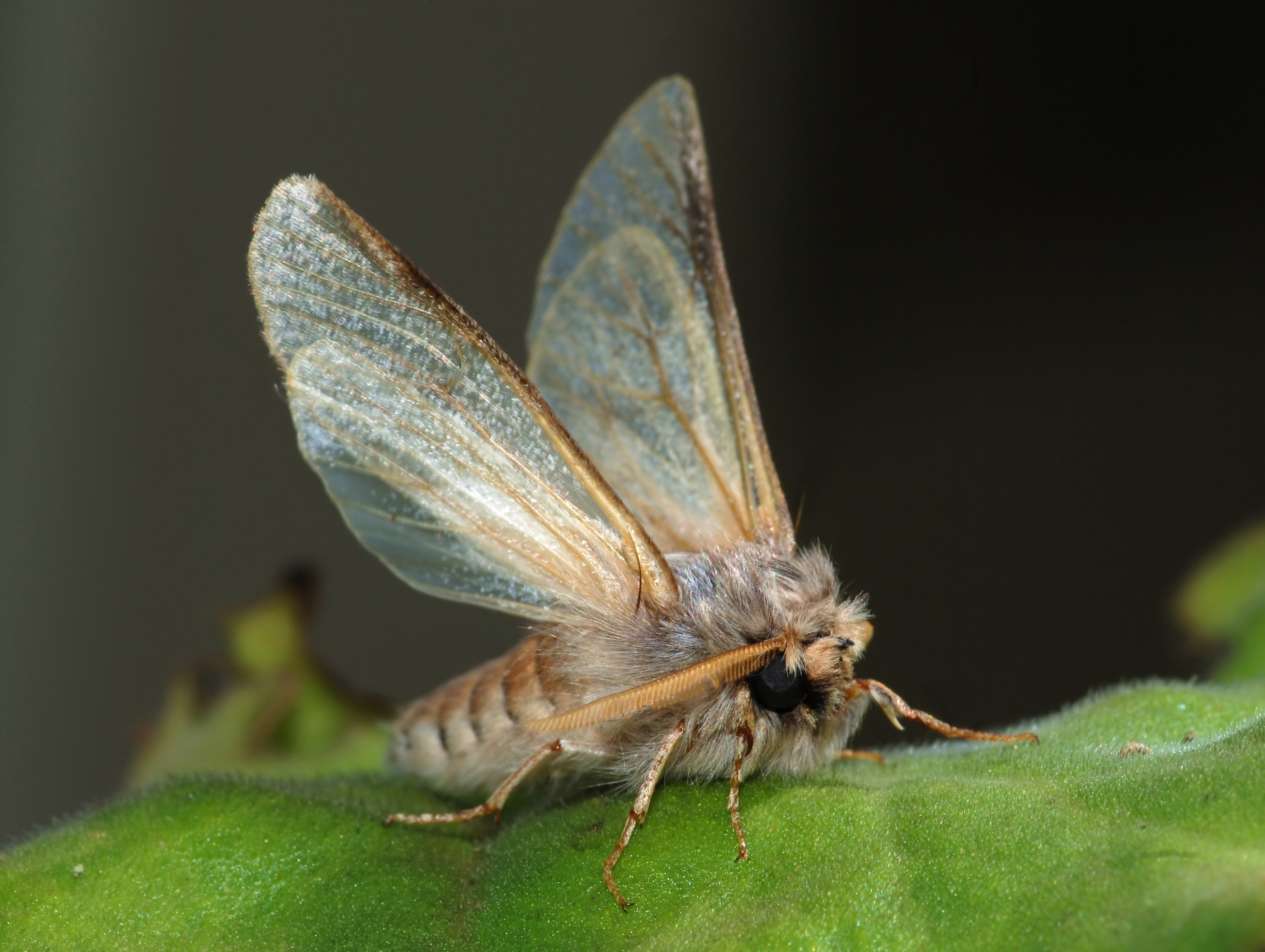
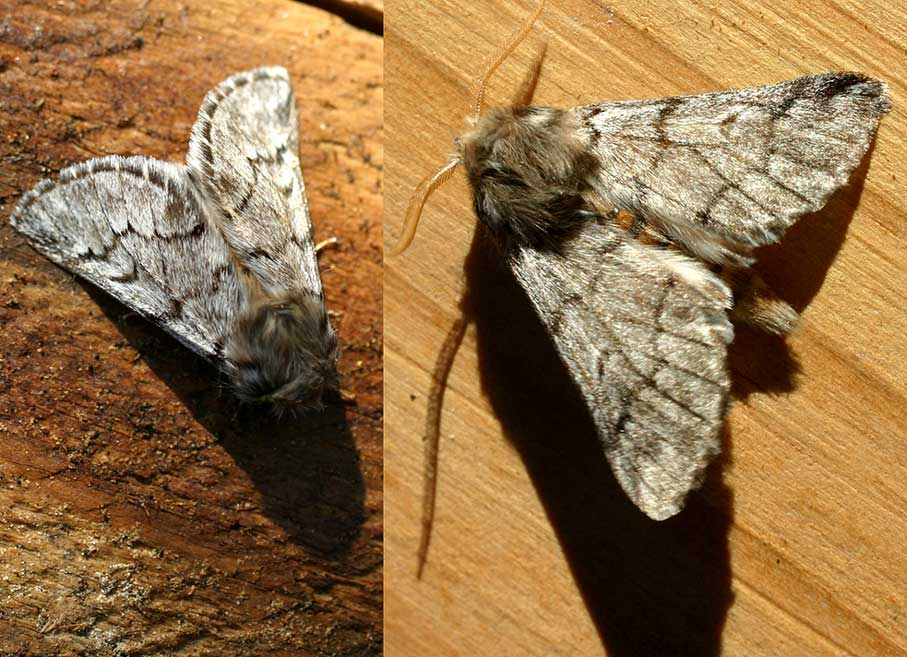
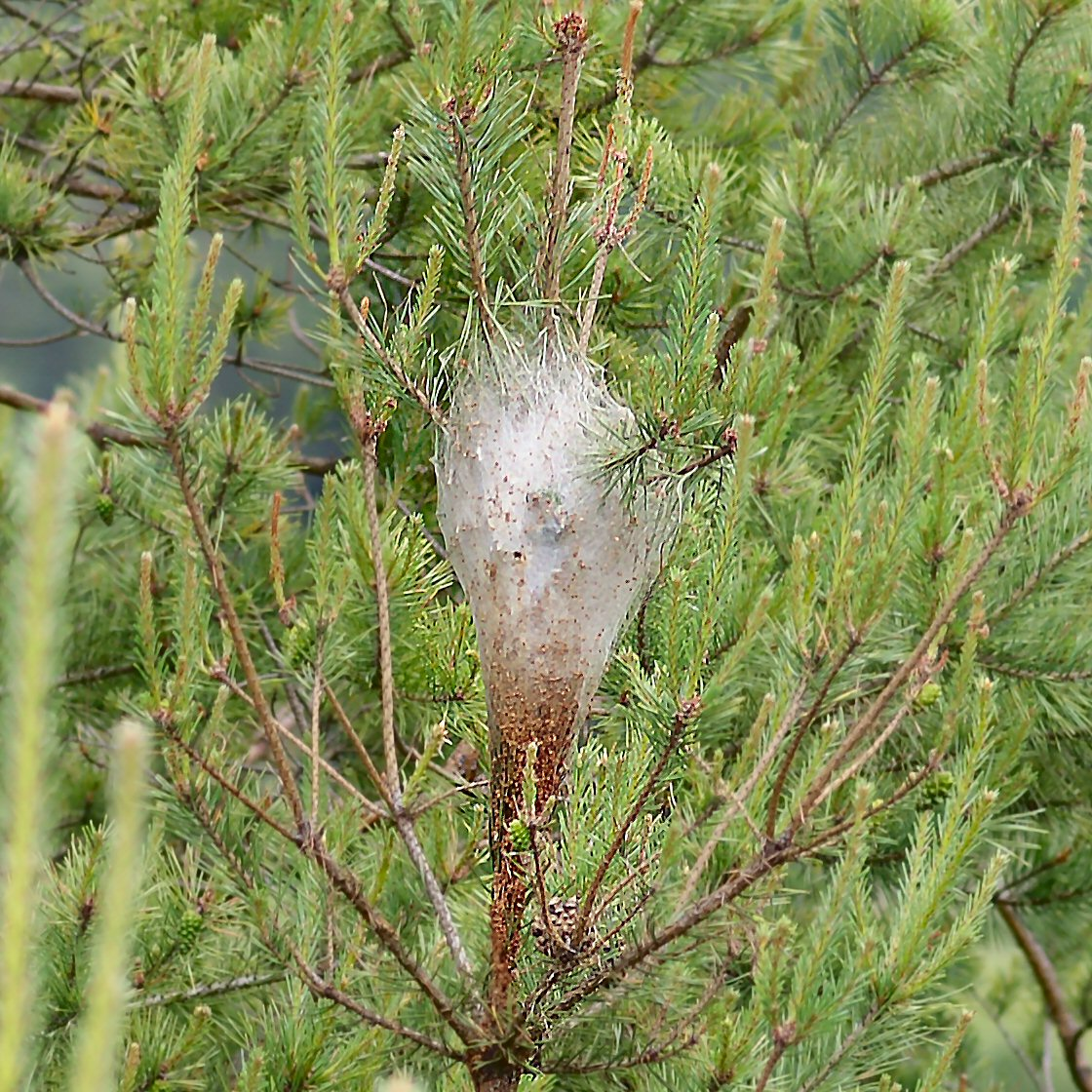
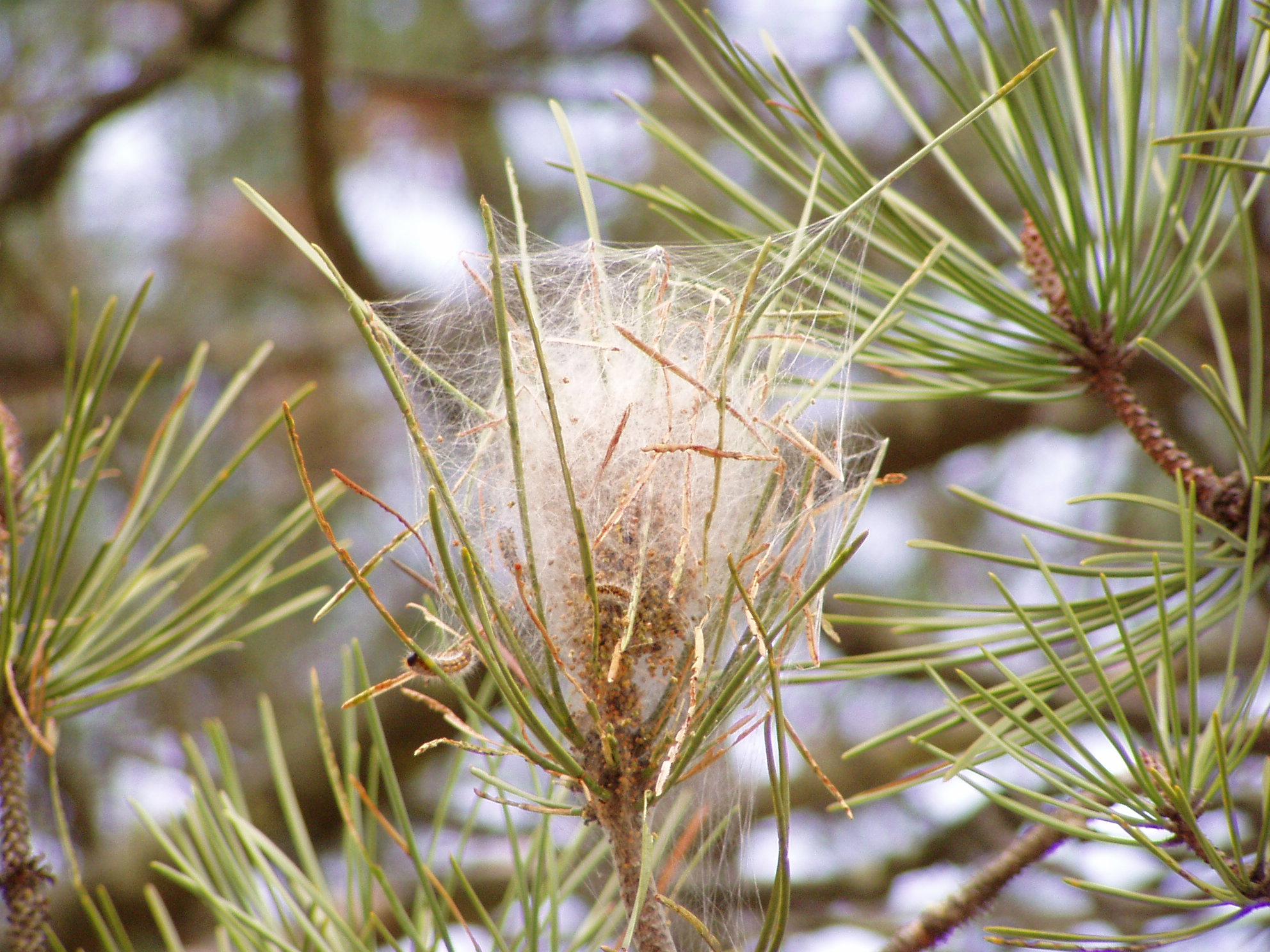
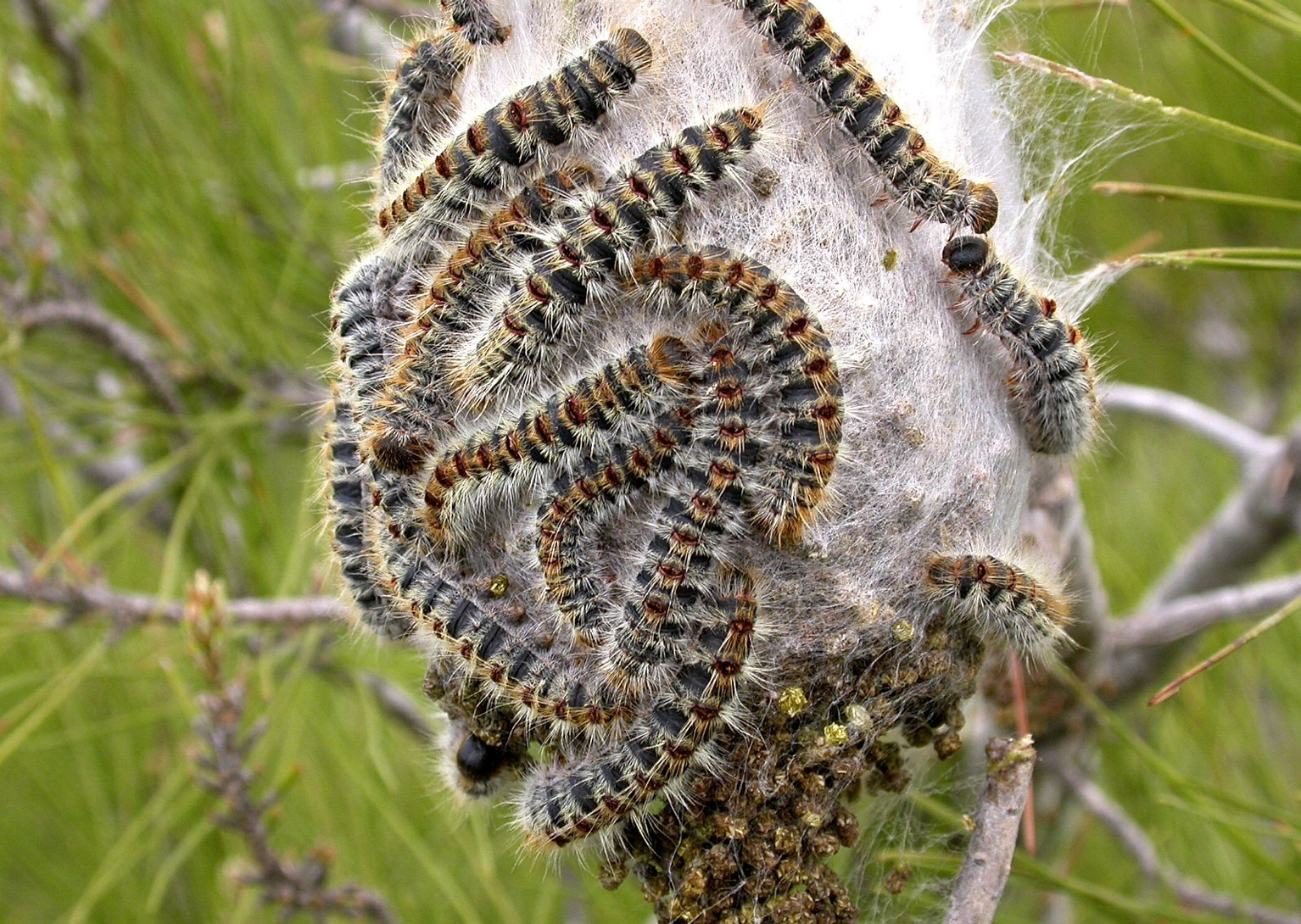
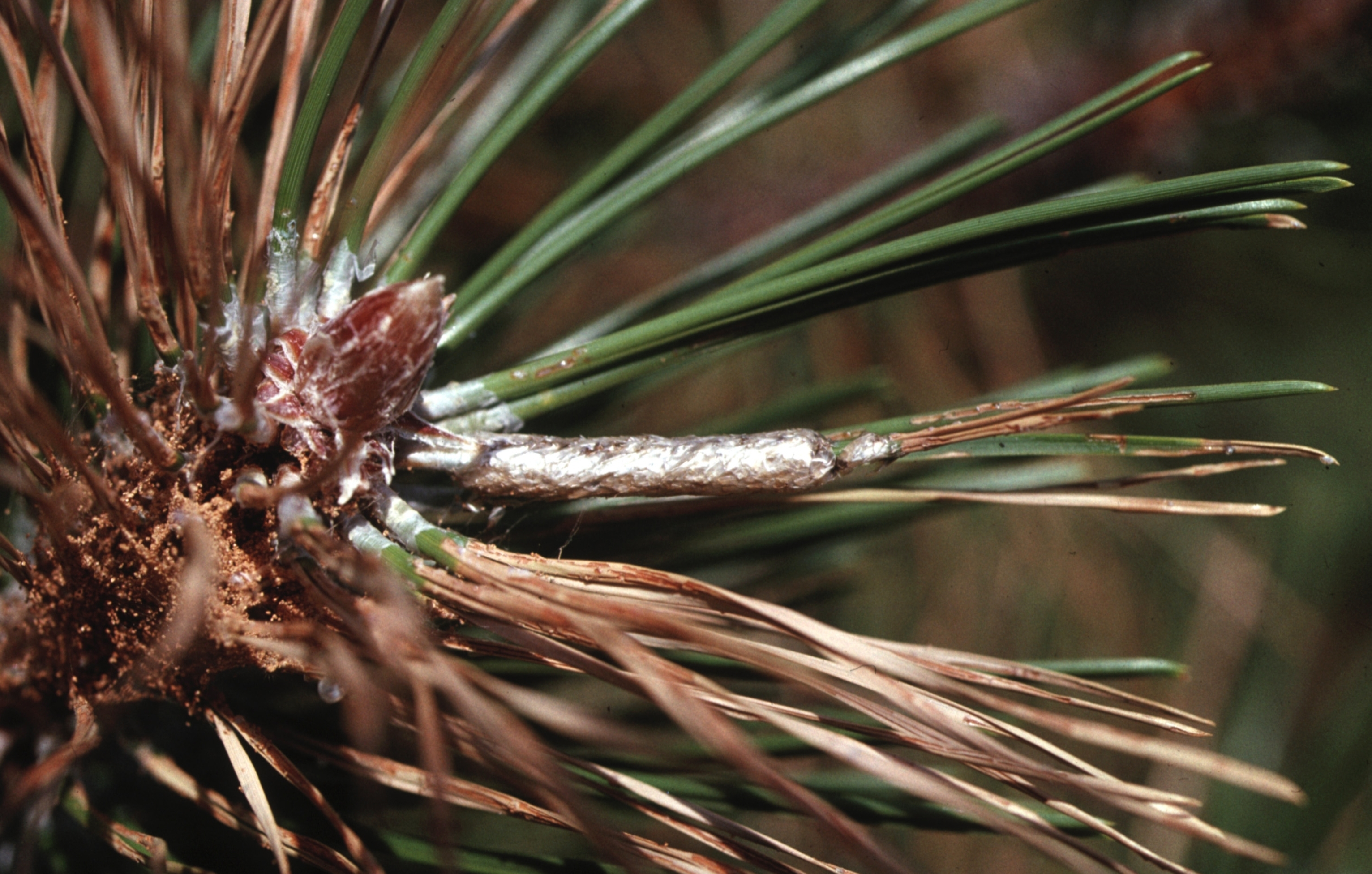